# Лыжные палки

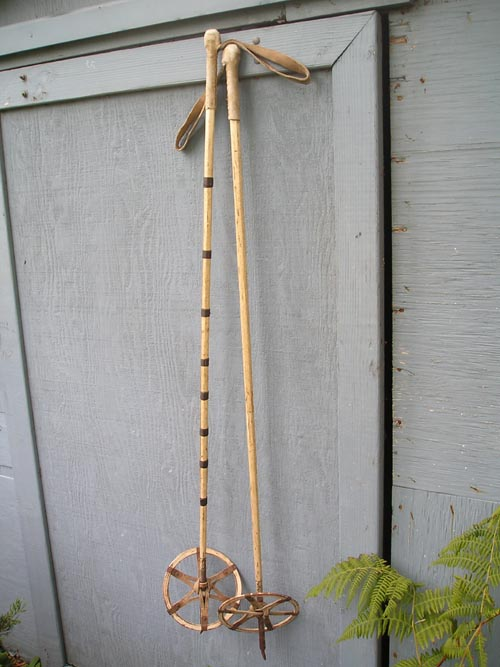
Деревянные лыжные палки, 1950-е годы

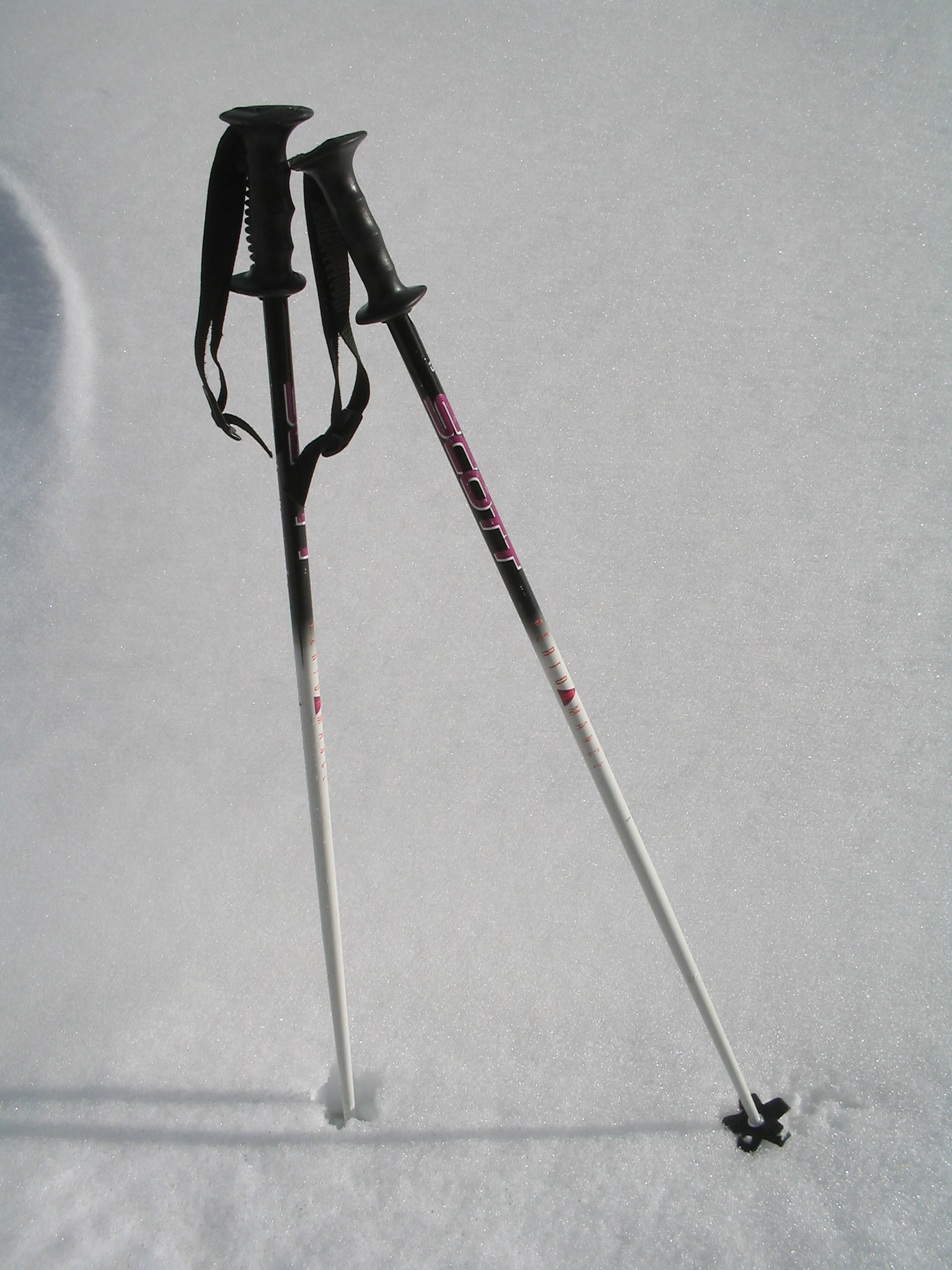
Современные алюминиевые палки для горных лыж

Лыжные палки — спортивный инвентарь, используемый лыжниками, альпинистами, туристами для удержания равновесия и ускорения движения при передвижении на лыжах.
Снизу лыжные палки снабжаются кольцами для того, чтобы они не проваливались в снег. Современные палки для беговых лыж, как правило, оснащаются пластмассовыми лапками небольшого (до 80 мм) диаметра с твердосплавным или стальным заострённым наконечником.

## Типы палок
Размер и форма лыжных палок, а так же материал, из которого они изготавливаются, зависят от вида спорта, физических данных лыжника.
Лыжные палки, используемые для передвижения по равнине (равнинные лыжи), служат в основном для того, чтобы ускоряться при передвижении на лыжах.
Лыжные палки, используемые туристами при совершении зимних походов, выполняют функцию поддержки балансировки при ходьбе на лыжах, а также используются в качестве стоек для палатки на биваке.
Лыжные палки, используемые альпинистами при пешем восхождении или при занятии ски-альпинизмом, выполняют функцию поддержки равновесия при подъёме и спуске по крутым склонам. Данные лыжные палки обычно делаются телескопическими, то есть могут менять свою длину в зависимости от крутизны склона.

### История
Вначале лыжные палки делали из дерева, бамбука, позднее начали использовать тонкую сталь.
В 1958 г. Эд Скотт придумал алюминиевые лыжные палки.
В настоящее время для изготовления лыжных палок используют композитные материалы, графит, карбон и др.

## Горнолыжные палки
Лыжные палки, используемые в горных лыжах, выполняют функции:
- ускорения на старте и поддержки балансировки,
- отбива древка при прохождении трассы слалома,
- для облегчения выполнения поворотов,
- при маневрировании около подъемника они выполняют роль «толкалок»,
- также выступают в роли скользящих опор и помогают точнее оценить обстановку и удержать равновесие. В сложных ситуациях даже легкое касание снега придает лыжнику дополнительную уверенность в себе. В этом случае палки играют роль чувствительных датчиков.

В наши дни встречаются горнолыжники, которые принципиально катаются без палок, однако в жизни любого катальщика бывает много ситуаций, когда их лучше иметь, чем не иметь.

### Особенности палок
Изгиб палки под рукояткой служит для опережения укола и для создания наиболее эффективной опоры на палку во время поворота.
У палки для скоростного спуска изогнутая форма служит для убирания колец за туловище и, как следствие, уменьшает сопротивление воздуха.
В дисциплинах скоростной спуск, супер-гигант, гигантский слалом лыжные палки делают искривлёнными, с тем чтобы кольца были спрятаны за спиной спортсмена. Это делается с целью уменьшения аэродинамического сопротивления и для того, чтобы спортсмен не задевал концами лыжных палок стойки ворот. В специальном слаломе на рукоятке лыжных палок устанавливается специальная защита, которой слаломист отбивает древки ворот при прохождении трассы слалома.

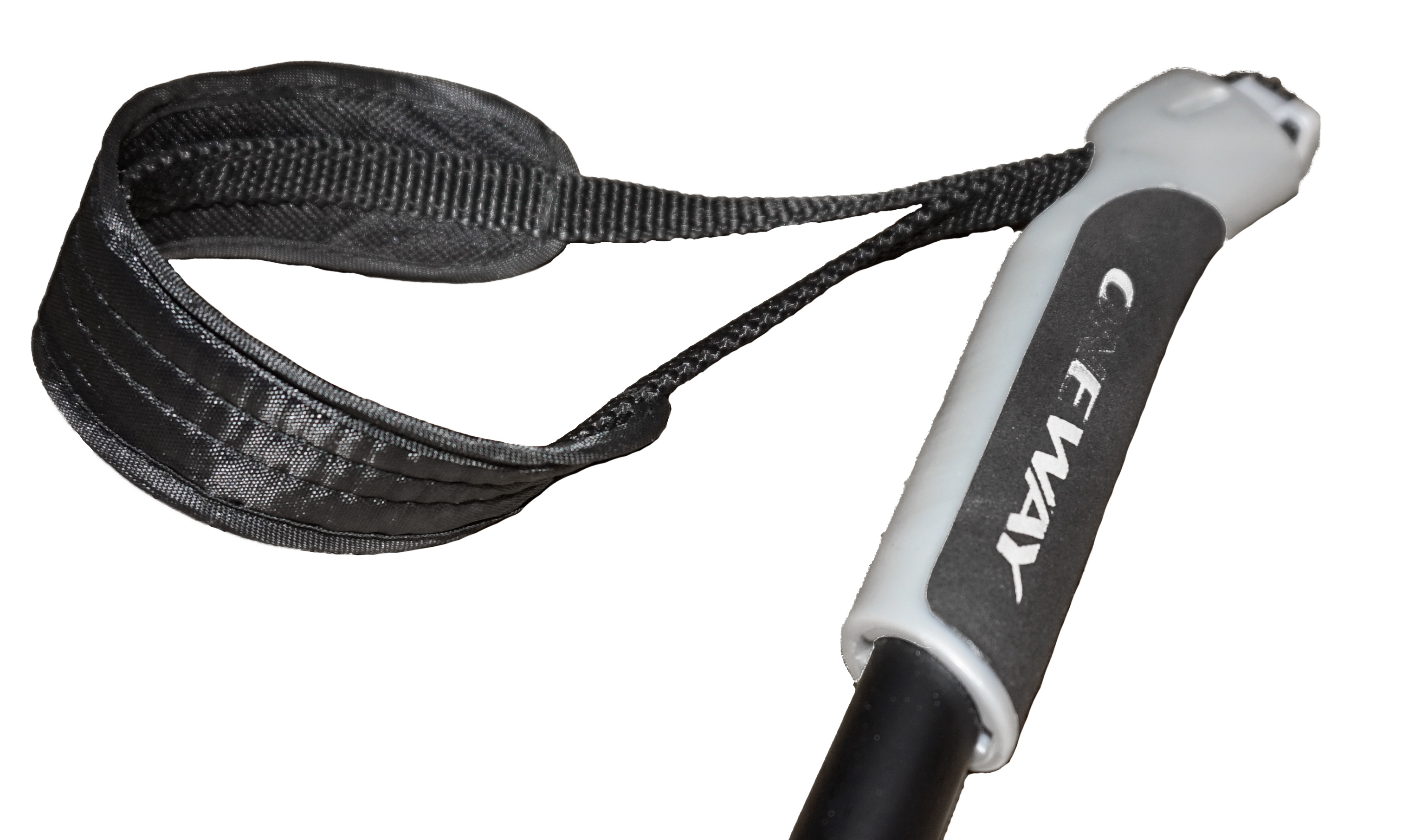

Кольца на палках имеют разный диаметр. При катании по целине маленькие кольца не помогают.
Палки выпускаются различной длины, упругости и прочности.
Длина палки подбирается по росту лыжника и обычно составляет чуть меньше 3/4 собственного роста.

### История палок
К 1950 году палки из стальной тонкостенной трубы стали горнолыжным стандартом.
В 1957-м американец Эд Скотт начал использовать алюминиевые трубки.
В 1970-х годах крупное советское авиационно-космическое предприятие – завод имени Хруничева – в рамках программы гражданской продукции начало выпускать горнолыжные палки.
В 1970–1980-х были популярны ручки с «ломающимся» креплением к стержню. Считалось, что это снижает риск получения травмы большого пальца руки и его связок при падении.
В 1980-х годах появились палки для слалома с небольшим изгибом вперед (6–15 градусов) ниже ручки, призванным амортизировать толчки.
В 1989 году небольшая американская фирма Goode успешно внедрила углепластиковые горнолыжные палки в серийное производство.